# Смит, Корнелиус (генерал-губернатор)
Корнелиус Элвин Смит (англ. Cornelius Alvin Smith; род. 7 апреля 1937, Лонг-Айленд) — багамский политик, генерал-губернатор Багамских Островов с 28 июня 2019 по 31 августа 2023 года.
Один из основателей партии Свободное национальное движение, от которой в 1982 году был избран в парламент. После того, как СНД в 1992 году выиграла выборы, поочерёдно занимал посты министра образования (1992—1995), общественной безопасности и иммиграции (1995—1997), туризма (1997—2000), транспорта и местного самоуправления (2000—2002). В 2002 году после поражения СНД не переизбран в парламент, однако в 2008 году, после возвращения партии к власти, назначен послом в США и постоянным представителем при Организации американских государств. В 2018 году стал заместителем генерал-губернатора, а ещё через год сменил Маргерит Пиндлинг на посту генерал-губернатора Багамских Островов.
31 августа 2023 года покинул пост вице-короля.